# Château du Vousset
Le château du Vousset est un château situé à Verneuil-en-Bourbonnais, en France.

## Localisation
Le château est situé sur la commune de Verneuil-en-Bourbonnais, dans le département de l'Allier, en région Auvergne-Rhône-Alpes. Il se trouve à environ 
2 km au nord-est du bourg de Verneuil, à mi-pente d'une colline avec une vue ouverte vers l'ouest, et il est accessible par un chemin qui part de la D 18.

## Dénomination
Le château est appelé tantôt Le Vousset, forme qui l'emporte à l'époque actuelle, tantôt Le Housset, toponyme désignant un lieu où poussent abondamment les houx, plus fréquent sous les formes Houssay, Houssaye.

## Description
Le château du Vousset est une demeure construite selon un corps de logis carré percé de fenêtres à meneaux et flanquée de tours circulaires à lanternon[réf. souhaitée].

## Historique
Le château s'est trouvé en état de délabrement dès le XIXe siècle. Camille Grégoire écrit en 1908 : « Les murs de clôture de l'enceinte ont à peu près disparu et les portes d'entrée tiennent à peine debout… la maison seigneuriale est transformée en greniers… » ; en 2004 il est noté : « Actuellement, Le Vousset est à l'abandon ».
Le château, y compris le décor peint de la salle du premier étage, ainsi que le mur d'enceinte et le pigeonnier, est inscrit au  titre des monuments historiques par arrêté du 26 novembre 1990.